# حسن‌آباد پایین
حسن‌آباد پایین یک روستا در ایران است که در دهستان باقران واقع شده‌است. حسن‌آباد پایین ۵۶ نفر جمعیت دارد.